# Ketama (Marroc)
Ketama (en àrab كتامة, Katāma; en amazic ⴽⵜⴰⵎⴰ) és una comuna rural de la província d'Al Hoceima, a la regió de Tànger-Tetuan-Al Hoceima, al Marroc. Segons el cens de 2014 tenia una població total de 17.351 persones.